# L'Amour de la vie (recueil)
L'Amour de la vie (titre original : Love of Life & Others Stories) est un recueil de nouvelles du Nord canadien de l'écrivain américain Jack London, publié aux États-Unis en 1907. En France, il a paru pour la première fois en 1914.

## Historique
La plupart des nouvelles ont fait l'objet d'une publication antérieure dans des périodiques comme le McClure's Magazine ou le Harper's Monthly Magazine avant septembre 1907.

## Les nouvelles
L'édition de  The Macmillan Co de septembre 1907 comprend huit nouvelles:
- L'Amour de la vie (Love of Life)
- L’Histoire de Keesh (The Story of Keesh ou Keesh, the Bear Hunter)[2]
- Le Logement d’un jour (A Day's Lodging)
- Négore le lâche (Negore, The Coward)
- La Piste des soleils (The Sun Dog Trail)
- Imprévu (The Unexpected)
- La Manière des Blancs (The White Man's Way)
- Loup Brun (Brown Wolf)[3]

## Éditions

### Éditions en anglais
- Love of Life & Others Stories, un volume chez  The Macmillan Co, New York, septembre 1907.

### Traductions en français
- L'Amour de la vie, traduction de Paul Wenz, Paris, Nouvelle Revue Française, juin 1914.
- Jack London, L'Amour de la vie, Paris, Gallimard, coll. « 10/18 », 1914, 317 p. (ISBN 2-264-00-819-9). Édition qui contient 1/ une annexe avec Perdu dans le pays du soleil de minuit, par Augustus Bride et J. K. Mac Donald. 2/ une note bibliographique.

## Source
- « Bibliographie de Jack London », sur jack-london.fr (consulté le 19 février 2024)